# Division 1 (Bélgica) 1975-76
La Primera División de Bélgica 1975/76 fue la 73.ª temporada de la máxima competición futbolística en Bélgica.

## Tabla de posiciones
| Pos | Equipo               | PJ | PG | PE | PP | GF | GC | Pts | DG  | Notas                                                |
| --- | -------------------- | -- | -- | -- | -- | -- | -- | --- | --- | ---------------------------------------------------- |
| 1   | Club Brugge K.V.     | 36 | 22 | 8  | 6  | 81 | 38 | 52  | +43 | Clasificado a la Copa de Campeones de Europa 1976-77 |
| 2   | RSC Anderlechtois    | 36 | 19 | 10 | 7  | 65 | 36 | 48  | +29 | Clasificado a la Recopa de Europa 1976-77            |
| 3   | R.W.D. Molenbeek     | 36 | 18 | 11 | 7  | 60 | 30 | 47  | +30 | Clasificado a la Copa de la UEFA 1976-77             |
| 4   | KSC Lokeren          | 36 | 19 | 7  | 10 | 58 | 33 | 45  | +25 | Clasificado a la Copa de la UEFA 1976-77             |
| 5   | KSV Waregem          | 36 | 16 | 12 | 8  | 61 | 39 | 44  | +22 |                                                      |
| 6   | SK Beveren-Waas      | 36 | 15 | 14 | 7  | 41 | 24 | 44  | +17 |                                                      |
| 7   | K Beerschot VAV      | 36 | 16 | 9  | 11 | 59 | 54 | 41  | +5  |                                                      |
| 8   | Standard Liège       | 36 | 15 | 9  | 12 | 53 | 46 | 39  | +7  |                                                      |
| 9   | Lierse S.K.          | 36 | 14 | 11 | 11 | 59 | 44 | 39  | +15 | Clasificado a la Recopa de Europa 1976-77            |
| 10  | RFC Liégeois         | 36 | 12 | 11 | 13 | 59 | 62 | 35  | -3  |                                                      |
| 11  | Royal Antwerp FC     | 36 | 10 | 14 | 12 | 40 | 55 | 34  | -15 |                                                      |
| 12  | A.S.V. Oostende K.M. | 36 | 10 | 11 | 15 | 42 | 61 | 31  | -19 |                                                      |
| 13  | Cercle Brugge K.S.V. | 36 | 9  | 13 | 14 | 41 | 52 | 31  | -11 |                                                      |
| 14  | R.A.A. Louviéroise   | 36 | 7  | 16 | 13 | 42 | 59 | 30  | -17 | Descenso a la Segunda División                       |
| 15  | KV Mechelen          | 36 | 9  | 11 | 16 | 45 | 62 | 29  | -17 |                                                      |
| 16  | R. Charleroi S.C.    | 36 | 9  | 9  | 18 | 47 | 62 | 27  | -15 |                                                      |
| 17  | Beringen FC          | 36 | 7  | 13 | 16 | 27 | 50 | 27  | -23 |                                                      |
| 18  | K Berchem Sport      | 36 | 5  | 11 | 20 | 22 | 57 | 21  | -35 | Descenso a la Segunda División                       |
| 19  | KRC Mechelen         | 36 | 6  | 8  | 22 | 27 | 65 | 20  | -38 | Descenso a la Segunda División                       |

PJ = Partidos jugados; PG = Partidos ganados; PE = Partidos empatados; PP = Partidos perdidos; GF = Goles a favor; GC = Goles en contra; Pts = Puntos; DG = Diferencia de goles